# Edixon Perea
Edixon Perea Valencia (ur. 20 kwietnia 1984 w Cali) – piłkarz kolumbijski grający na pozycji napastnika.

## Kariera klubowa
Perea pochodzi z Cali, ale jest wychowankiem klubu Atlético Huila. W jego barwach zadebiutował w 2001 roku w Copa Mustang i od razu stał się podstawowym zawodnikiem zespołu. Zdobył 6 goli w lidze i pomógł w utrzymaniu zespołu. W 2002 roku Perea był graczem Quindío Armenia, dla którego zdobył 4 gole w fazie Apertura. W fazie Finalización Perea grał już w barwach Deportivo Pasto, które było rewelacją rundy i wywalczyło wicemistrzostwo Kolumbii. W 2003 roku Perea przeszedł do Atlético Nacional. W pierwszym sezonie nie pokazywał jeszcze wysokiej skuteczności – zdobył 5 bramek – ale w 2004 roku w obu rundach zdobył ich aż 18, a z Atlético Nacional został po raz drugi w karierze wicemistrzem kraju. Rok 2005 także rozpoczął w klubie z Medellín i w 19 meczach fazy Apertura zdobył aż 15 bramek, a Atletico wygrało tę fazę pokonując w finale Independiente Santa Fe.
Skutecznym Pereą zainteresowano się w końcu w Europie i latem 2005 francuski Girondins Bordeaux zdecydował się wyłożyć za niego 2,5 miliona euro. W Ligue 1 Kolumbijczyk zadebiutował w 4. kolejce ligowej, 20 sierpnia w wygranym 1:0 meczu z AS Monaco, gdy w 84. minucie zmienił Jeana-Claude'a Darcheville'a. W sezonie był jednak tylko rezerwowym i zaledwie raz udało mu się zdobyć gola – 2 kwietnia 2006 w wyjazdowym meczu z Paris Saint-Germain (1:3). Z Bordeaux w swoim premierowym sezonie wywalczył wicemistrzostwo Francji. W sezonie 2006/2007 także na ogół był rezerwowym, a z Girondins wystąpił między innymi w fazie grupowej (4 mecze jako rezerwowy).
W 2008 roku Perea odszedł do brazylijskiego zespołu Grêmio Foot-Ball Porto Alegrense, w którym odzyskał strzelecką formę za czasów gry w Atlético Nacional. W Grêmio grał przez dwa lata. W 2010 roku został zawodnikiem hiszpańskiego drugoligowca, UD Las Palmas. W sezonie 2010/2011 rozegrał dla niego 10 meczów, nie zdobywając ani jednej bramki.
Latem 2011 Perea jako wolny zawodnik podpisał umowę z meksykańskim Cruz Azul.
| Sezon   | Klub               | Kraj      | Rozgrywki             | Mecze | Bramki |
| ------- | ------------------ | --------- | --------------------- | ----- | ------ |
| 2001    | Atlético Huila     | Kolumbia  | Copa Mustang          | 24    | 6      |
| 2002    | Deportes Quindío   | Kolumbia  | Copa Mustang          | 18    | 4      |
| 2002    | Deportivo Pasto    | Kolumbia  | Copa Mustang          | 9     | 1      |
| 2003    | Atlético Nacional  | Kolumbia  | Copa Mustang          | 22    | 5      |
| 2004    | Atlético Nacional  | Kolumbia  | Copa Mustang          | 45    | 18     |
| 2005    | Atlético Nacional  | Kolumbia  | Copa Mustang          | 19    | 15     |
| 2005/06 | Girondins Bordeaux | Francja   | Ligue 1               | 21    | 1      |
| 2006/07 | Girondins Bordeaux | Francja   | Ligue 1               | 17    | 2      |
| 2007/08 | Girondins Bordeaux | Francja   | Ligue 1               | 0     | 0      |
| 2008    | Grêmio             | Brazylia  | Campeonato Brasileiro | 27    | 9      |
| 2009    | Grêmio             | Brazylia  | Campeonato Brasileiro | 13    | 3      |
| 2010/11 | UD Las Palmas      | Hiszpania | Segunda División      | 10    | 0      |
| 2011/12 | Cruz Azul          | Meksyk    | Primera División      | 22    | 8      |
| 2012    | Changchun Yatai    | Chiny     | Chinese Super League  | 12    | 2      |
| 2013    | Deportivo Cali     | Kolumbia  | Copa Mustang          | 17    | 3      |

## Kariera reprezentacyjna
W reprezentacji Kolumbii Perea zadebiutował 10 lipca 2004 wygranym 1:0 meczu z Boliwią. Był to grupowy mecz turnieju Copa América 2004, a w 90. minucie spotkania Perea dał zwycięstwo swojej drużynie. Wystąpił jeszcze w 4 innych meczach turnieju, za każdym razem będąc rezerwowym, a z Kolumbią zajął 4. miejsce. Brał także udział w eliminacjach do Mistrzostw Świata 2006, w których zdobył jednego gola (z Peru). W 2007 roku wystąpił na Copa América.